# Gillams
Gillams es un pueblo canadiense situado en la provincia de Terranova y Labrador.

## Superficie
Gillams tiene una superficie de 6,72 km².

## Demografía
En 2021, tenía 506 habitantes, una densidad poblacional de 75,3 hab./km², y 226 viviendas.